# 新幹線理論
新幹線理論（しんかんせんりろん）とは経営セミナーなどでよく聞かれる言葉であるが、話題や使用者によって意味する内容が異なっていることがある。
本稿ではそのうち、
- 組織論としての新幹線理論
- マーケティング論としての新幹線理論

の二つを取り上げる。

## 概要

### 組織論としての新幹線理論
新幹線の最大の特徴は「スピード」。その背景には、戦後に日本の鉄道で広く普及した「動力分散方式」という車両技術がある。
それまでの日本の鉄道車両は、一連の無動力の客車を、蒸気機関車など特定の動力車が牽引していくという「動力集中方式」が主流であった。これに対し「動力分散方式」は、編成各車両に動力が分散されており、全体として大きな出力を確保することができる。結果として、加速・減速の能力が飛躍的に高まるのである。

### マーケティング論としての新幹線理論
新幹線建設計画当時はモータリゼーションの時代でもあり、世界的にも鉄道は時代遅れのものと捉えられていた。新しい高速鉄道など無用の長物であり、巨額のコストをかけて建設する必要はないというのが識者の論調であった。また一般の間でも、長距離移動には在来線があれば十分だと考えられていた。
しかしながら、ひとたび東海道新幹線が開通すると、人々はこぞってこれを利用しはじめた。それどころか新幹線が利用できるという前提のもとで、人の流れや移動のありかたも大きく変化していった。